# Eriocaulon ermeiense
Eriocaulon ermeiense là một loài thực vật có hoa trong họ Cỏ dùi trống. Loài này được W.L.Ma ex Z.X.Zhang mô tả khoa học đầu tiên năm 1999.